# Grande Peste de Londres

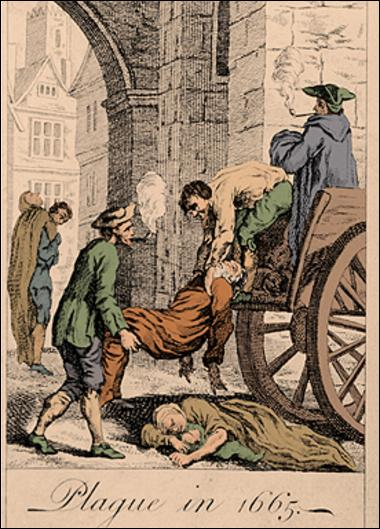
Coleta de cadáveres na rua durante a Grande Praga de Londres

A Grande Peste de Londres foi a última epidemia de peste bubônica na Inglaterra, durando 1665 à 1666. Acontecendo no contexto da segunda epidemia de peste, a Grande Peste vitimou entre 75 000 a 100 000 pessoas, ou seja, praticamente um quinto da população de Londres na época, em dezoito meses.  A doença era causada pela bactéria Yersinia pestis, geralmente transmitida através de um rato (chamado de vetor). A epidemia de 1665-1666 foi em menor escala do que a anterior de peste Negra que atingiu a Europa entre 1347 e 1353, mas é chamada como a "grande peste" porque foi uma das últimas a se espalhar pela Europa.